# 武奈ヶ岳
武奈ヶ岳（ぶながたけ）は、滋賀県大津市にある、標高1214.4mの山。滋賀県西部、湖西地方に位置する比良山地の最高峰である。琵琶湖国定公園の一部。日本二百名山、近畿百名山の一つ。

## 概要
武奈ヶ岳は、釈迦岳を最高峰とする北比良、同じく蓬萊山を中心とする南比良に対して、比良山地の北部を占める奥比良に位置している。以前は山麓から山頂に比較的近い北比良峠までリフトやロープウェイで結ばれていたほか、スキー場を有するなど京阪神近郊有数の山岳観光地であったが、今日ではこれらは全て廃止されている（後述）。
山名は、中腹部にブナの木が多く生えていることに由来していると言われている。頂上からは360度の展望を楽しむことができ、晴れた日には、遠く御嶽山や白山をも望むことができるとされる。

## 地質
武奈ヶ岳は、奥比良の他の山岳同様、中古生層にあり、砂岩や泥岩等の堆積岩により形成された露頭である。

## 交通
京阪グループの比良索道が、1960年に、山麓からシャカ岳駅まで比良リフトを、1961年には同駅から山上駅まで「比良ロープウェイ」を運行し、JR比良駅から山麓までの江若バスとあわせて山頂近くと鉄道駅を結んでいたが、2004年にリフトとロープウェイが、次いで路線バスが廃止され、山頂へのアクセスは大きく限られるようになった。しかしバスに関しては、2013年7月6日から冬季以外の土休日に限り江若バス比良登山線の運行が再開された。なお、1980年代前半に武奈ヶ岳へ直接登るロープウェイの建設が計画され新聞報道（地域面）もなされたが、環境破壊を懸念する声も高く反対署名運動が行われ、その後バブル崩壊もあり中止された。
- 湖西線 比良駅
- 京都バス 坊村バス停
- 江若バス ガリバー旅行村バス停
- 江若バス 比良イン谷口バス停

## 参考画像

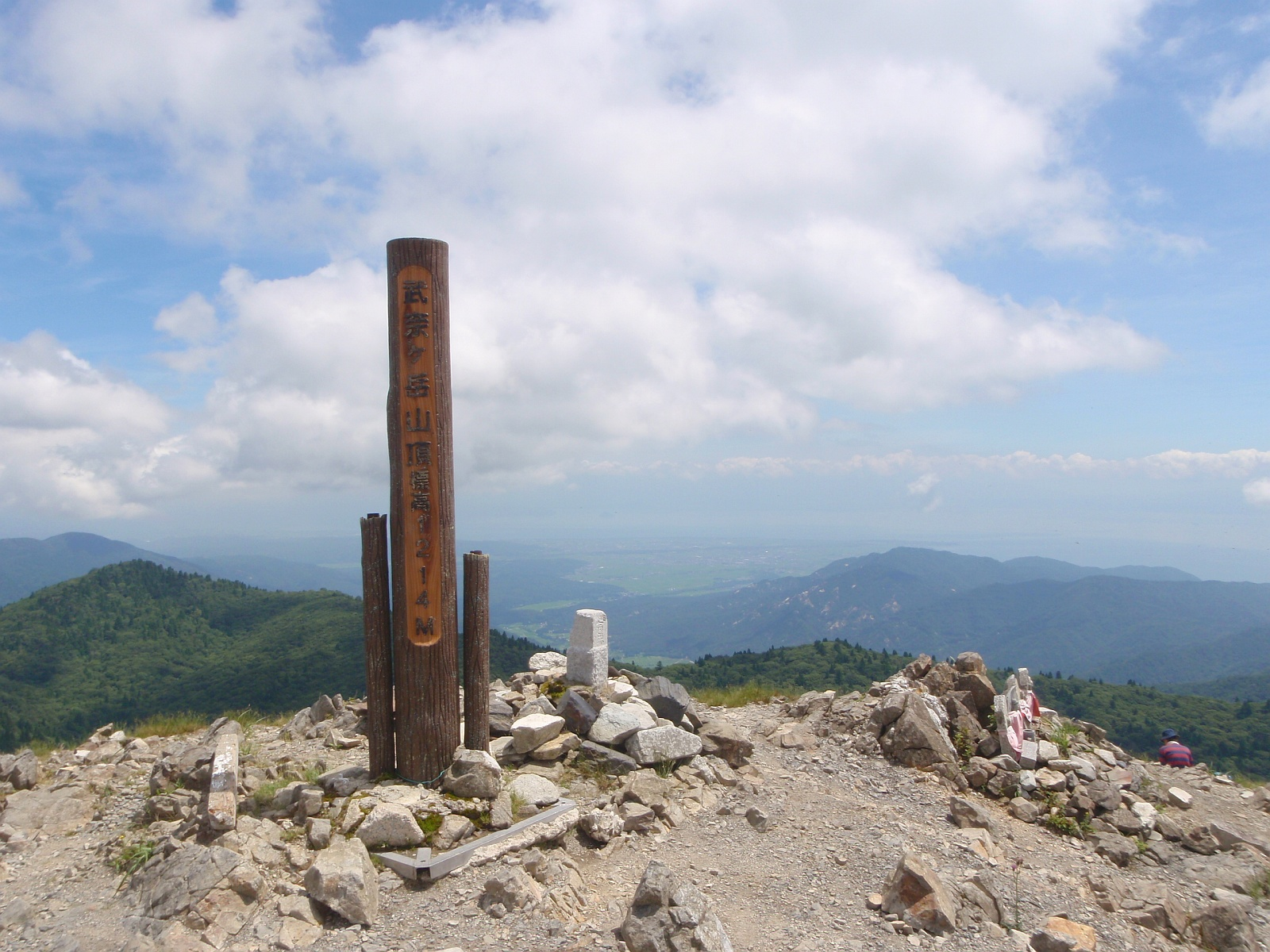
山頂の様子
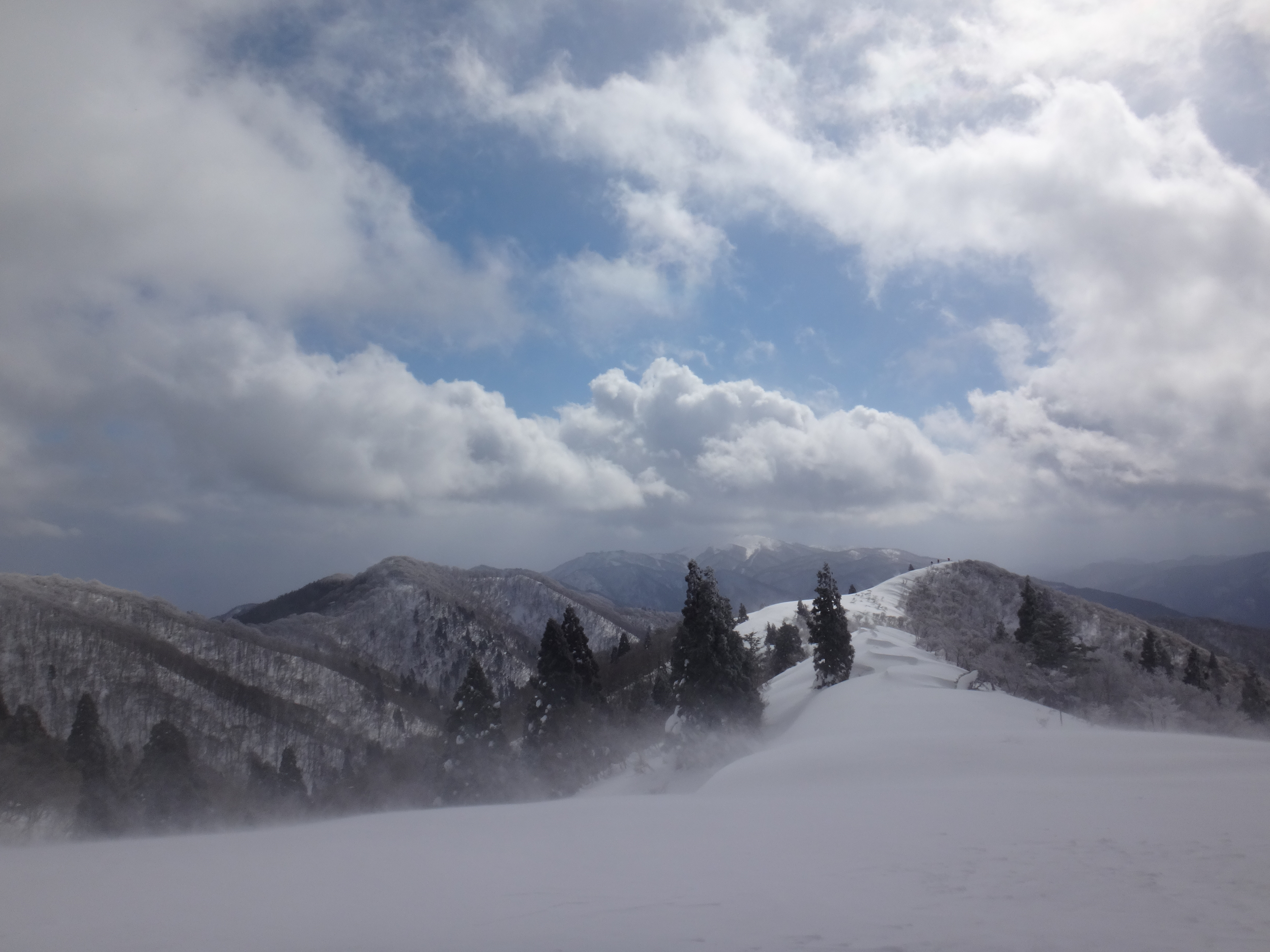
冬の武奈ヶ岳
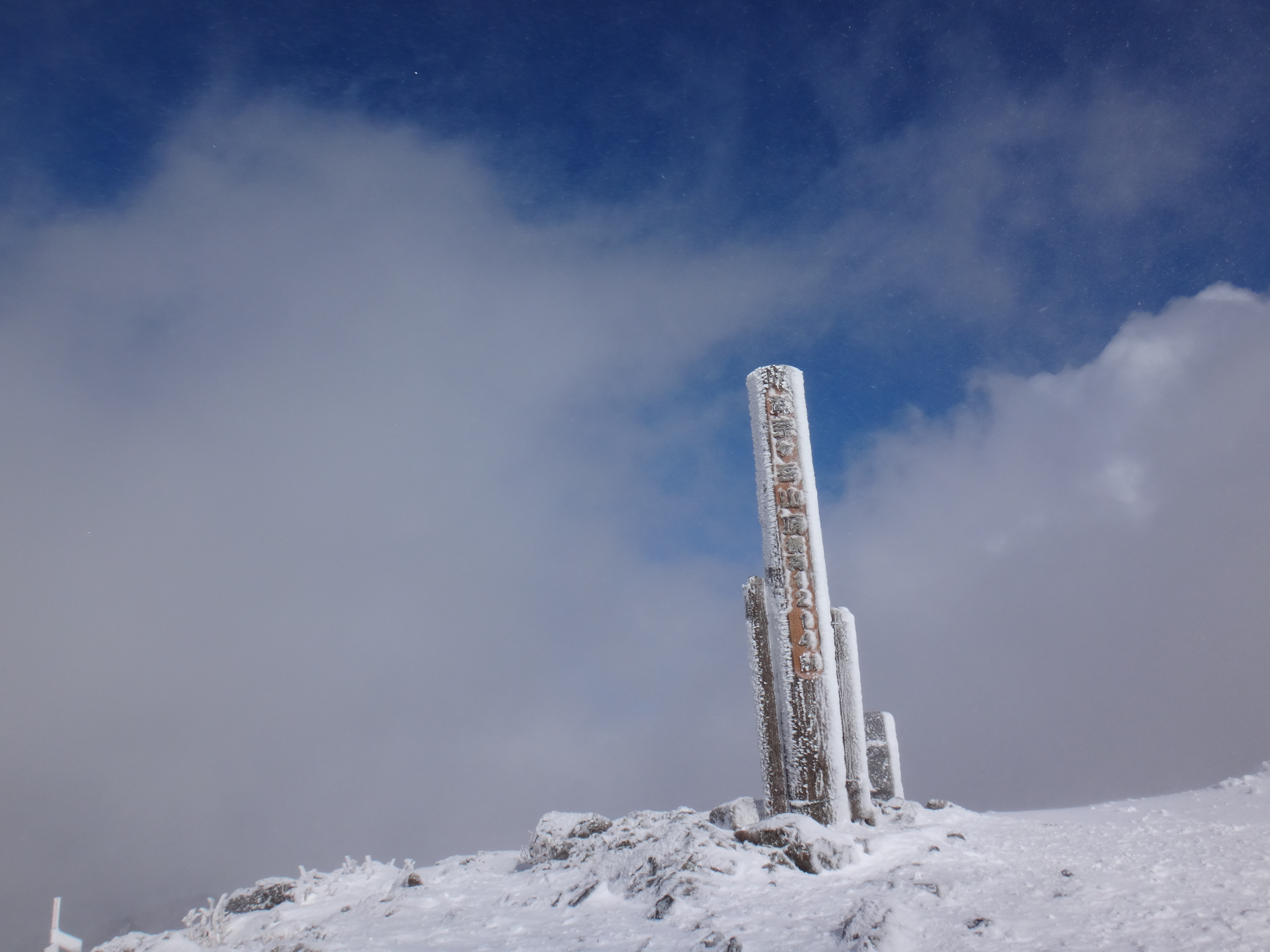
冬の山頂の様子